# Fleischkäse

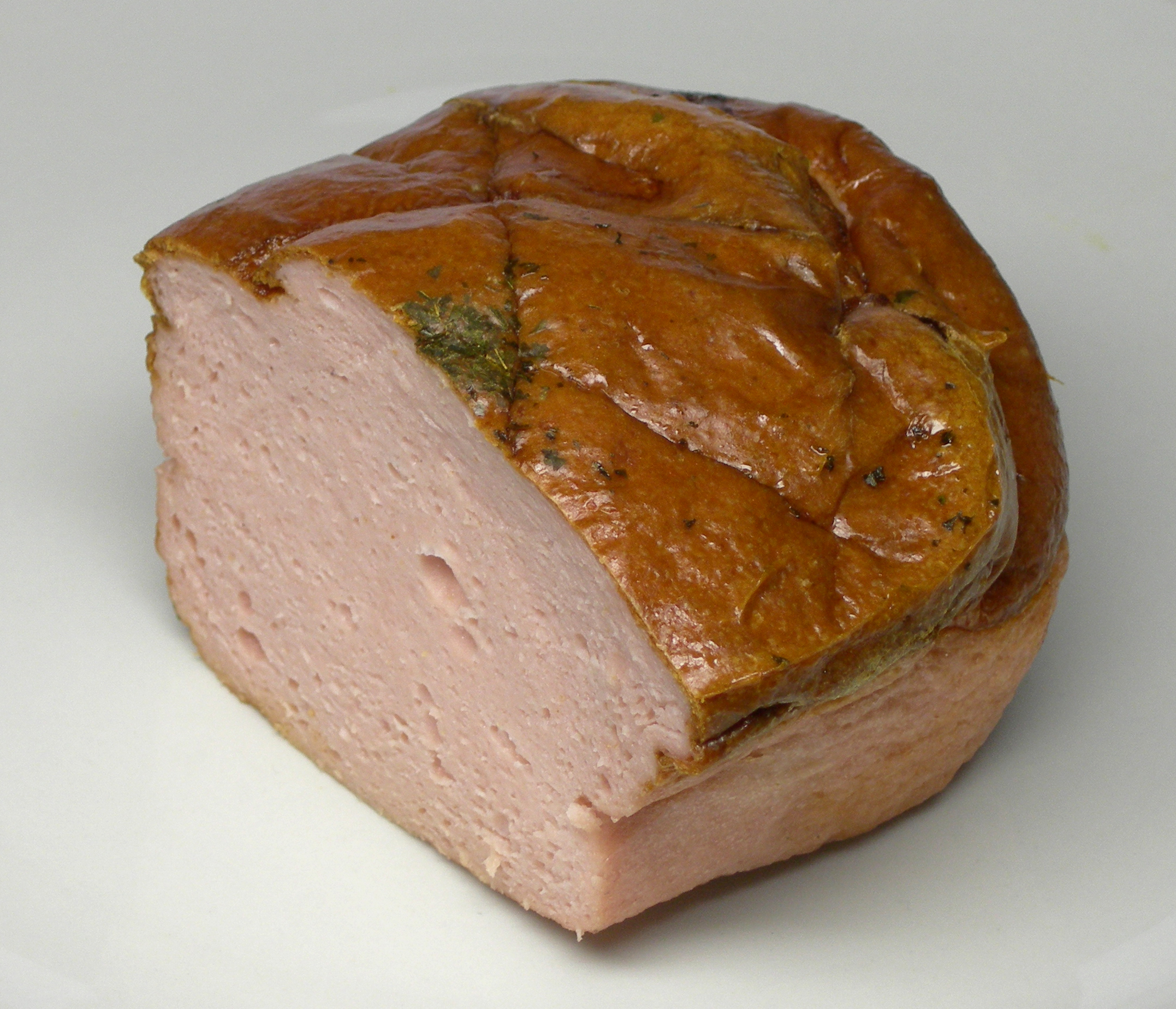
Leberkäse

Als Fleischkäse, Leberkäse (regional auch Leberkäs und Laberkas) oder Fleischlaib bezeichnet man eine Brühwurstsorte. Charakteristisch ist die rechteckige Pastetenform. Gemäß Deutschem Lebensmittelbuch wird er in der Regel gebacken oder in Formen gebrüht.
Die Bezeichnung als Käse leitet sich lediglich von der Form der Laibe ab. In Deutschland muss Leberkäse aus Verbraucherschutzgründen Leber enthalten, es sei denn der Name „Fleischkäse“ oder „Bayerischer Leberkäse“ wird verwendet. Dies kommt bei einem Großteil der Zubereitungen vor. In Österreich hingegen wurde früher ebenfalls Leber hinzugefügt, dies ist aber heutzutage nicht mehr üblich.

## Etymologie
Die Etymologie des Wortes ist nicht ganz geklärt. Der Begriff setzt sich zusammen aus den Substantiven Leber und Käse. Im Bairischen wird eine essbare Masse als „Kas“ bezeichnet (vergleiche Quittenkäse, Kartoffelkäse). „Leber“ leitet sich aus „Laib“ ab, was auf die Form des Fleischkäses zurückzuführen ist. In einer anderen Erklärung erinnert die Form des Produktes an einen Laib Käse.
In Österreich sind sowohl die Begriffe Fleischkäse als auch Leberkäse gängig; beide jedoch werden regional bzw. lokal unterschiedlich häufig verwendet. Leberkäse ist in den meisten Teilen des Landes gebräuchlich, Fleischkäse nur in den westlichen Bundesländern.
In der deutschsprachigen Schweiz ist lediglich der Begriff Fleischkäse verbreitet.

## Zubereitung
Für den Fleischkäse verwendet man allgemein ein Brät, das ebenso für Fleischwurst verwendet wird. Es besteht aus magerem, sehnenarmem Schweinefleisch, Speck und fein geraspeltem Flockeneis. Teilweise wird auch ein Teil Rindfleisch hinzugefügt. Die Zutaten werden fein gekuttert und gewürzt (Pökelsalz, Pfeffer, Macis, Koriander und Ingwer). In der gewerblichen Wurstproduktion werden auch Glutamat und Farbstabilisatoren verwendet, da durch das Pökelsalz eine Rötung erzielt und erhalten werden soll. Anschließend wird die Masse in kastenförmige Bräter gefüllt und im Backofen gegart bzw. gebacken. Diese Zubereitung gilt in Bayern als typisch, außerhalb der Region nennt man das Produkt Bayerischer Leberkäse oder Fleischkäse, einfach.
In Deutschland gilt nach den Leitsätzen des Deutschen Lebensmittelbuchs für die Verkehrsbezeichnung Leberkäse, dass so bezeichnete Lebensmittel außerhalb Bayerns Leber enthalten müssen, es sei denn, sie werden „Bayerischer Leberkäs(e)“ genannt. Der Leberanteil ist nicht festgelegt, lediglich bei grobem und bei Stuttgarter Leberkäse muss er mindestens fünf Prozent betragen. Für die Herstellung der Wurstmasse werden zuerst Schweineleber und Speck vorgegart (gekocht) und dann mit dem Brät fein gekuttert.

## Varianten

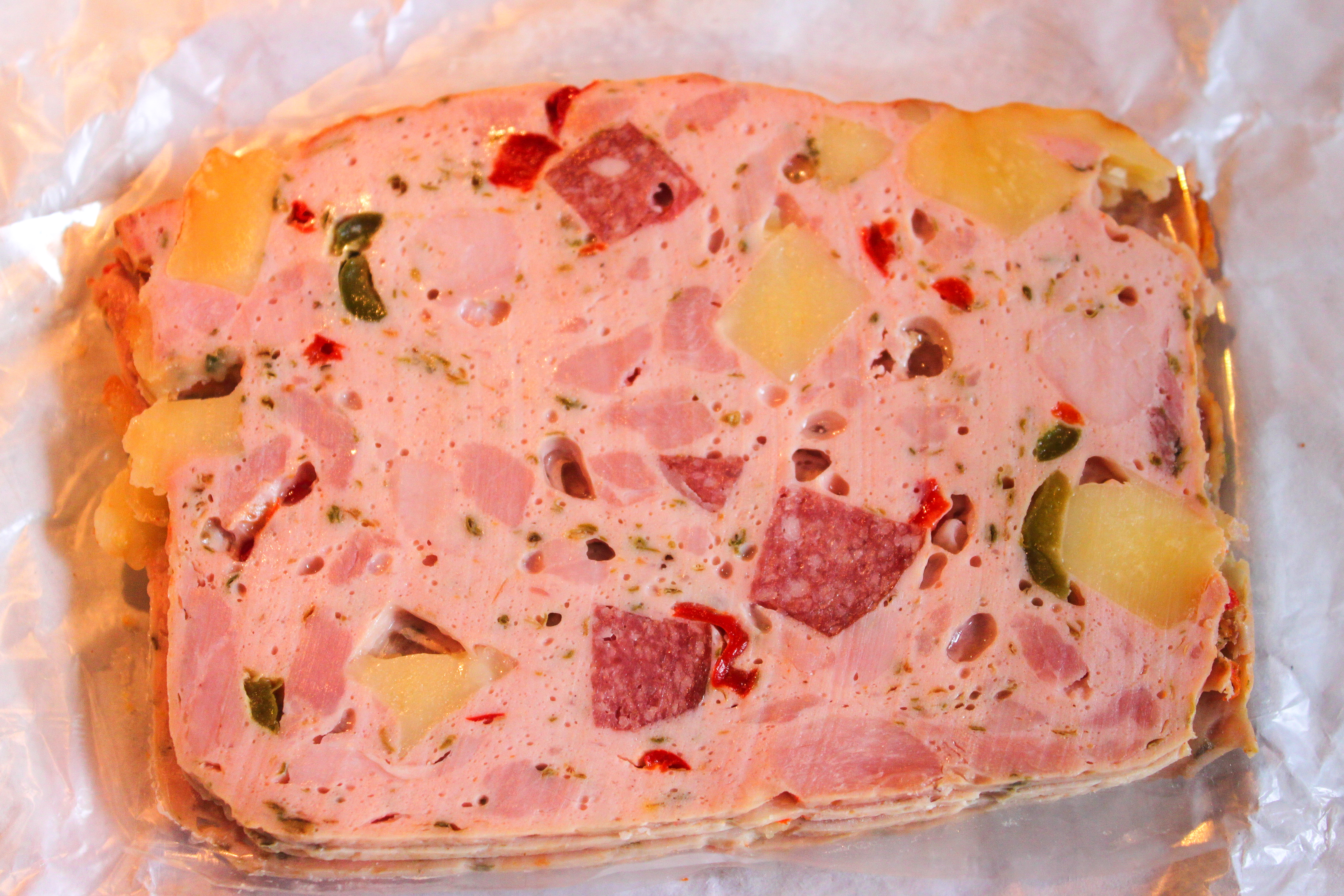
Pizzaleberkäse

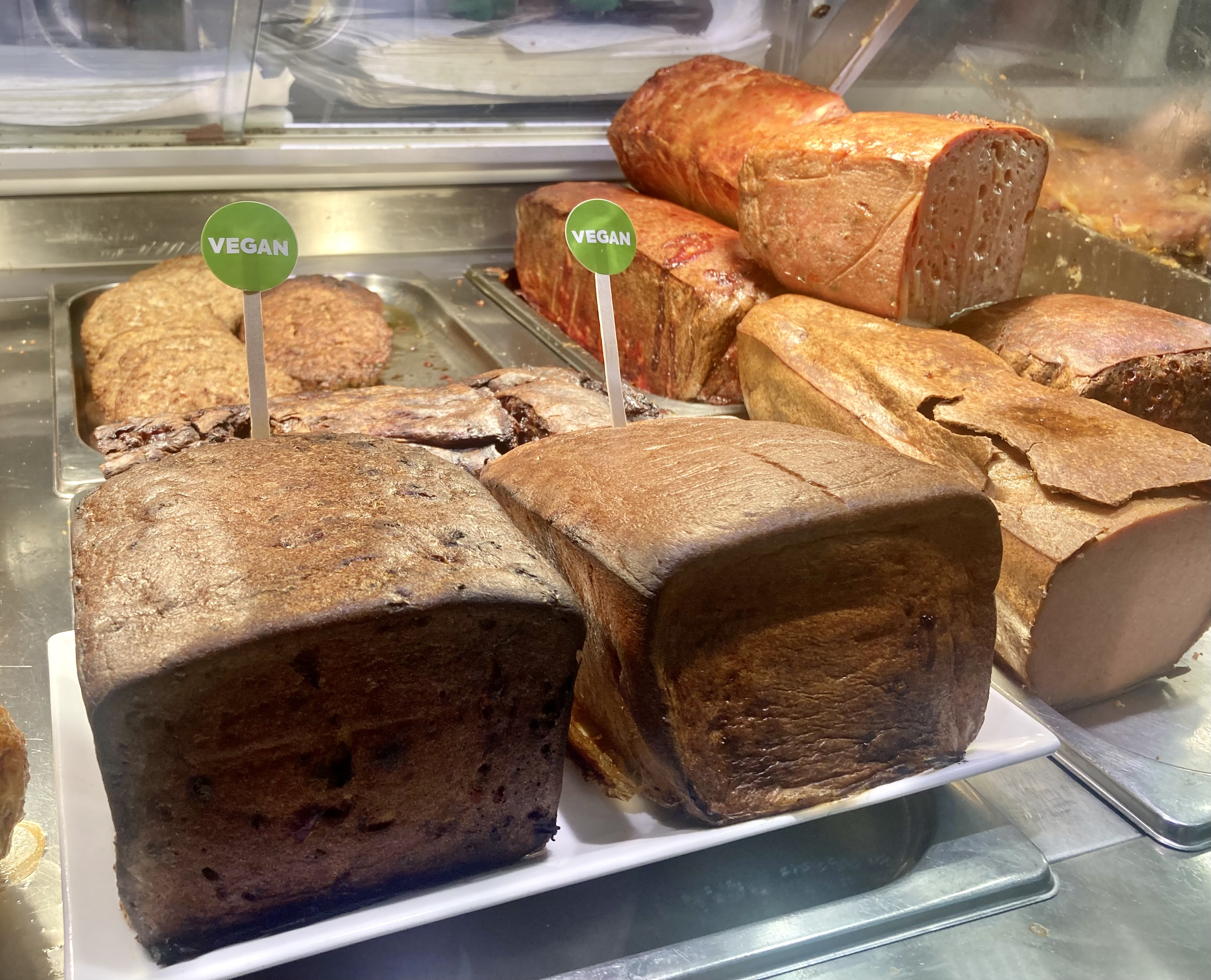
Veganer Leberkäse in einem Supermarkt in Österreich

Bei der Herstellung von Wurstsorten werden meist Standardrezepte verwendet. Beispiele dafür sind:
Gebackener Fleischkäse
Bei der Zubereitung werden blanchierte Speckwürfel in das Fleischbrät gegeben.
Grober Fleischkäse
Hierfür wird Jagdwurst-Grundbrät verwendet. Dem Brät wird zerkleinertes, aber nicht gewolftes Fleisch zugegeben.
Weißer Leberkäse
Hierfür wird Bratwurst-Grundbrät verwendet, das kein Pökelsalz enthält. Dadurch bleibt das ungerötete Fleisch hell bzw. weiß. Für Schweinskäse wird die Masse vor dem Backen mit einem Fettnetz überzogen.
Stuttgarter Fleischkäse
Bei der Zubereitung wird grob gewolfter Schweinebauch mit Bratwurst-Grundbrät vermischt.
Stuttgarter Leberkäse
Für die Herstellung kuttert man zuerst rohe Schweineleber fein und vermengt diese erst anschließend mit dem Brät. Die Sorte hat einen höheren Fettanteil, weil außer dem Grundbrät ein großer Anteil fein gekutterter Schweinebauch hinzugefügt wird. Der Leberanteil muss mindestens 5 Prozent betragen. Das Endprodukt ist grober, dunkler und würziger als der bayrische Leberkas.
Fränkischer Leberkäse
Für die Herstellung kuttert man zuerst rohe Schweineleber fein und vermengt diese erst anschließend mit dem Brät.
Kalbskäse
Hierfür verwendet man kein Kalbfleisch, sondern Gelbwurst-Brät aus fein gekuttertem magerem Schweinefleisch und Schweinebauch. Es wird ebenfalls kein Pökelsalz verwendet, weshalb das Erzeugnis eine kalbsfleischähnliche helle Färbung hat.
Kalbfleischkäse
Für die Herstellung verwendet man ein Brät aus Kalbfleisch, die Farbe des gebackenen Fleisches ist deutlich heller.
Putenfleischkäse
Hierfür verwendet man ein Brät aus Putenfleisch, fein geraspeltes Eis und Speck.
Pferdeleberkäse
Hierfür verwendet man einen Teil Pferdefleisch, jedoch auch Speck bzw. Schweinefleisch (selten).
Käse-Leberkäse und Pizzaleberkäse
Herstellung mit einer Käseeinlage vom Typ Emmentaler bzw. Bergkäse. Ebenso eignen sich auch Käsesorten, die beim Erhitzen nicht schmelzen. Auch andere Einlagen, wie Salami, Champignons und Oliven, werden verwendet, d. h. Bestandteile, die sonst häufig für den Belag einer Pizza verwendet werden.
Vegane Variante
Vegane Varianten basieren beispielsweise auf Erbseneiweiß, Gemüse und Rapsöl. Die Gemüsemischung kann aus Rote Bete, Kartoffeln, Zwiebeln und Blumenkohl bestehen.
Sächsischer Leberkäse oder Leberkäse "Sächsische Art"
Handelsbezeichnungen für Würste, deren Brät in Kunststoffdärme abgefüllt und anschließend gebrüht wurde. Der Anschnitt hat eine typische runde Form.

## Verwendung
Im Einzelhandel wird sowohl bereits gebackener Fleischkäse (erkaltet oder frisch gebacken und warmgehalten) als auch rohes Brät, zumeist in einer Einweg-Aluminiumbackform, zum Selbstbacken angeboten.
Kalt lässt sich Leberkäse geschnitten ähnlich wie Lyoner verwenden. Mit Brot bzw. Brötchen, Gewürzgurken und süßem oder mittelscharfem Senf serviert, ist Leberkäse eine beliebte Zwischenmahlzeit. In der Pfanne aufgebratener Leberkäse wird als „abgebräunt“ bezeichnet und mit Spiegelei, Rotkraut und Kartoffelsalat oder Bratkartoffeln serviert. Mancherorts wird er auch paniert oder als falsches Cordon bleu zubereitet.
Verbreitet und beliebt ist eine – typischerweise etwa fingerdicke – Scheibe warmer Leberkäse in einem aufgeschnittenen Brötchen. In der bairischen Dialektgruppe des deutschen Sprachraums und in Österreich wird dies meist als „Leberkassemmel“ bezeichnet, während in Franken der Begriff „Leberkäsbrödle“, „Leberkäsweggla“ oder „Leberkäsweckla“ (LKW), von „Weck“ für Brötchen, und im östlichen schwäbischen Dialekt die Bezeichnung „Leberkäswecken“ / „Leberkäswegga“ verbreitet sind, die beide scherzhaft mit „LKW“ abgekürzt werden. Auch in Österreich ist die Leberkässemmel eine beliebte Form des Leberkäsgenusses und zählt damit zu den Traditionellen Lebensmitteln. Im saarländischen Dialekt heißt es auch Fleischkäsweck.